# إنديانابوليس 500 سنة 1924
سباق إنديانا بوليس -500 ميل 1924 أقيم في حلبة إنديانابوليس موتور سبيدواي في 30 مايو 1924 وفاز في السباق لورا إل كوروم وجو بوير (فوز مشترك) من فريق دوسنبرغ بمتوسط سرعة 98.234 ميل/س (158.092 كم/س).
وكان أول المنطلقين جيمس أنتوني ميرفي بسرعة 108.037 ميل/س (173.869 كم/س).